# Kanton Podensac
Kanton Podensac (fr. Canton de Podensac) je francouzský kanton v departementu Gironde v regionu Akvitánie. Tvoří ho 13 obcí.

## Obce kantonu
- Arbanats
- Barsac
- Budos
- Cérons
- Guillos
- Illats
- Landiras
- Podensac
- Portets
- Preignac
- Pujols-sur-Ciron
- Saint-Michel-de-Rieufret
- Virelade